# 332P/Ikeya-Murakami
La cometa Ikeya-Murakami, formalmente 332P/Ikeya-Murakami, è una cometa periodica del Sistema solare, scoperta visualmente da due astrofili giapponesi, Kaoru Ikeya e Shigeki Murakami. Appartiene alla famiglia di comete di Encke.
La scoperta è avvenuta senza l'utilizzo di immagini fotografiche o CCD, favorita dal fatto che la cometa era stata interessata poche ore o giorni prima da un'intensa attività del nucleo (indicata con il termine inglese outburst - esplosione in italiano), simile a quella manifestata dalla cometa periodica 17P/Holmes nel 2007. La cometa è stata riscoperta a fine 2015 presentando almeno undici frammenti secondari oltre al nucleo principale.

## Orbita
332P/Ikeya-Murakami percorre un'orbita mediamente eccentrica, inclinata di circa 9° rispetto al piano dell'eclittica. L'afelio, interno all'orbita di Giove, è a 4,6 UA dal Sole; il perielio è raggiunto in prossimità dell'orbita di Marte, a 1,58 UA dal Sole. La cometa completa un'orbita in quasi 5 anni e mezzo.
Il nodo discendente dell'orbita è prossimo all'orbita di Marte. La distanza minima tra l'orbita della cometa e quella della Terra (MOID) è pari a circa 0,58 UA.